# Константин VI
Константин VI (на гръцки: Κωνσταντίνος ΣΤ΄; * 771; † 797) е византийски император от 780 до 797 година. Син на Лъв IV Хазар и Ирина Атинянката, Константин VI е последният представител на Исаврийската династия. Понякога е наричан и Порфирогенет, (Багренородни), понеже е роден след възкачването на баща си на трона, в специална пурпурна стая в двореца, т.е. е „роден в пурпур“, което му дава законна привилегия да наследи властта.

## Властване

### Управление с Ирина Атинянката
Баща му Лъв IV умира през 780 г. и Константин VI още като малолетен наследява престола. До 790 г. фактически управител на Византия е майка му, Ирина Атинянката.
През този период се случват няколко важни събития. През 782 г. голямо нашествие на арабите опустошава територията на Мала Азия до Босфора. Година по-късно (783 г.) византийска експедиция в Тесалия и Епир води до подчиняване на тамошните славянски племена. През 787 г. под председателството на император Константин VI и майка му Ирина се състои Вторият Никейски събор, който заклеймява иконоборската доктрина. Това за известно време води до официалното възвръщане на култа към иконите в православното християнство.

### Самостоятелно управление
През 790 г. въстание на арменските и анатолийските войски принуждава Ирина да се откаже от властта в полза на своя 16-годишен син. Императрицата-майка запазва титлата си, но е отстранена от управлението. Самостоятелното властване на Константин VI преминава в неуспешни войни с българите в Тракия. Претърпял поражения при Проват през 791 и при Маркели през 792 г., императорът е принуден да откупи мира с българите, като се задължава да плаща данък на кан Кардам. През 796 г. този договор е разтрогнат. Последвалите военни действия приключват без победител.
Високомерен, безразсъден и неопитен, в резултат на военните неуспехи Константин VI си спечелва името на слаб пълководец и настройва срещу себе си повечето от своите бивши поддръжници. През 792 – 3 г., по подозрение в заговор за вземане на властта, императорът наказва с ослепяване и заточение видния арменски военачалник Алексий Музалон и чичовците си – кесаря Никифор и четиримата му братя. Това води до избухването на бунт срещу императора сред арменските части в Мала Азия. През 795 г. Константин става още по-непопулярен поради развода с първата си съпруга Мария Амнийска и последвалия му брак с придворната дама Теодота. Мария и двете й дъщери са замонашени, а техният роднина Теодор Студит, който се е противопоставял на промените в императорското семейство - заточен в Солун. До края на властването си Константин VI губи обществена подкрепа, както от страна на иконоборците, така - и на иконопочитателите. През юли 797 г. Константин VI става жертва на заговор, организиран от майка му Ирина. След като сама се възцарява на негово място, по нейна заповед сваленият император е ослепен (в същата пурпурна стая на двореца, където е бил роден). Преди смъртта си, настъпила скоро след това, живее заедно с Теодота за кратко в изгнание в малък дворец, по-късно е преобразуван в манастир, който тя да обитава.

## Семейство
От първия си брак с Мария Амнийска Константин VI има две дъщери:
- Ефросина, която по-късно се омъжва за император Михаил II (упр. 820 – 829 г.)
- Ирина.

През 795 г. императорът предявява обвинение в прелюбодеяние жена си Мария Амнийска, развежда се с нея и я изпраща в манастир. Константин VI след това се жени за любовницата си Теодота, от която има двама сина:
- Лъв (7 октомври 796 – 1 май 797)
- неизвестен син, роден след детронацията на Константин VI.